# Дорнер, Иоганн Конрад
Иоганн Конрад (Кондрат) До́рнер (нем. Johann Conrad Dorner; 15 августа 1809[…], Бальдершванг, Швабия или Эгг, Форарльберг — 30 июня 1866[…], Рим) — баварский, австрийский и русский художник-портретист, академик исторической живописи Императорской Академии художеств.

## Биография
Иоганн Конрад Дорнер родился 15 августа 1809 года в местечке Бальдершванг в королевстве Бавария в семье торговца Конрада Дорнера и Анны-Марии (урождённой Гербург) шестым из шестнадцати детей. Позднее семья переезжает в деревню Эгг, которая располагалась неподалёку, но уже на территории Австрии. Мальчик в раннем возрасте проявил способности к живописи. После 1824 года Иоганн поступил в Мюнхенскую академию художеств, где в это время служил заместителем ректора его двоюродный дедушка Иоганн Якоб Дорнер. В академии Дорнер под руководством Петера Йозефа фон Корнелиуса (1783—1867) изучал историческую живопись. Впоследствии Иоганн Конрад Дорнер обучается у Юлиуса Шнорра фон Каросфельда (1794—1872) и Йозефа Шлоттхауэра. В процессе обучения помогает Петеру Йозефу фон Корнелиусу в росписи мюнхенской церкви Людвига. С 1831 по 1835 год Иоганн Конрад Дорнер, в Мюнхенском художественном клубе, выставляет свои картины на религиозные и жанровые темы.
В 1835 года Дорнер отправился в Митаву (совр. Елгава) — губернский город Курля́ндской губернии России, откуда в 1839 году переехал в Вильно (совр. Вильнюс), губернский город Виленской губернии, где в 1842 году женился на 19-летней протестантке Каролине Александрине Георгине Ретеп (урождённой Вегесак).

### Работа в Санкт-Петербурге

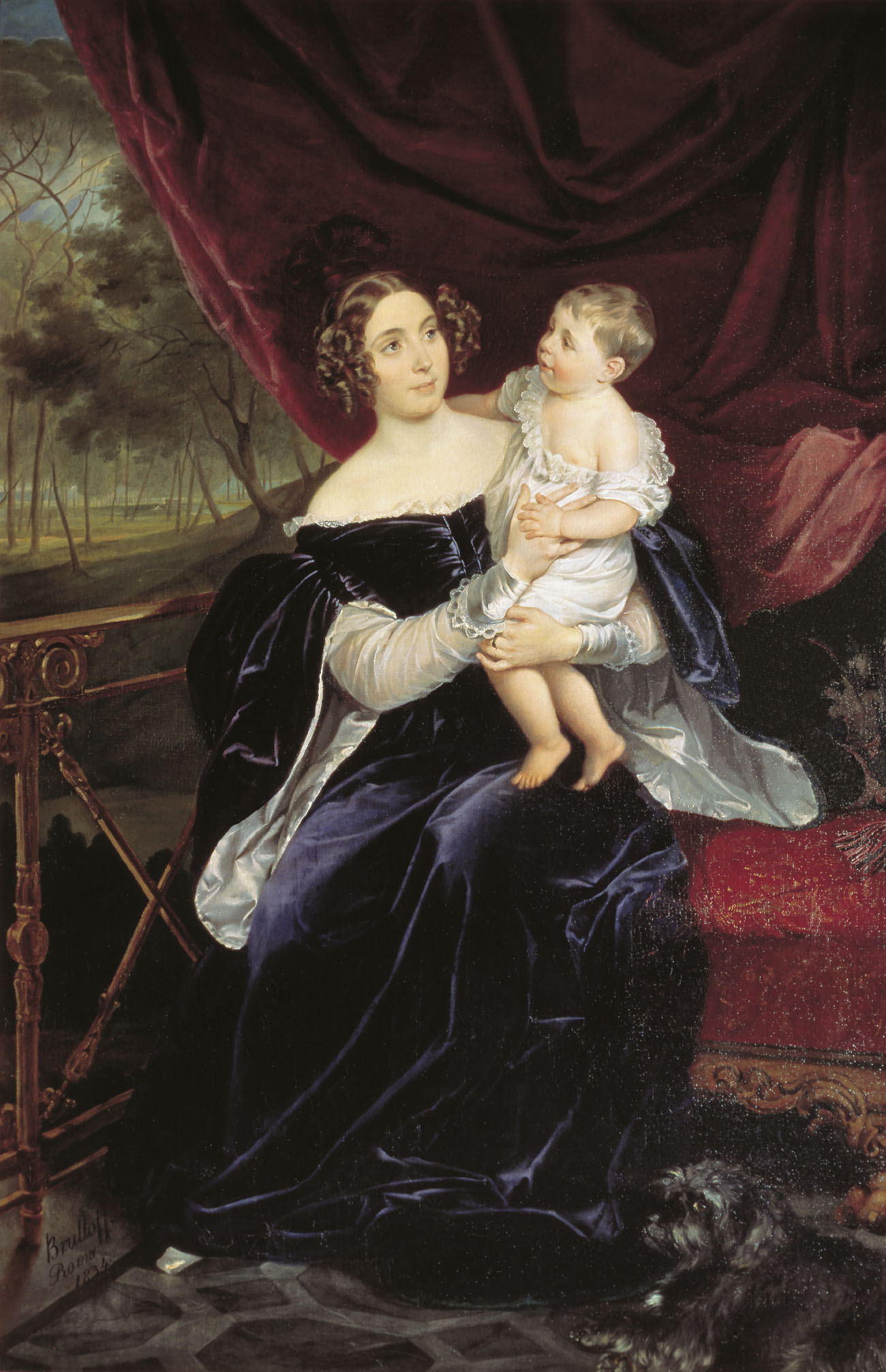
Портрет О. И. Орловой — Давыдовой с дочерью Карл Брюллов Госуда́рственная Третьяко́вская галере́я

Около 1844 года Дорнер переехал в Санкт-Петербург, где познакомился с президентом Императорской академии художеств герцогом Максимилианом Лейхтенбергским, зятем императора Николая I. 
В период 1847 по 1852  Дорнер под руководством Огюста Монферрана, совместно с Фёдором Бруни, Карлом Брюлловым, Иваном Бурухиным, Василием Шебуевым, Иваном Витали, Пётром Клодтом и Николаем Пименовым работал над оформлением интерьера Исаакиевского собора, для которого им было написано 12 икон для боковых частей большого иконостаса, содержащих 28 фигур. За каждую фигуру Дорнер получил в качестве оплаты 600 рублей серебром, что в сумме составило 16 800 руб. 
Оценив мастерство, с которым были исполнены алтарные иконы для Исаакиевского собора, в сентябре 1852 года, Совет Академии художеств присвоил Иоганну Конраду Дорнеру звание академика исторической живописи.
В этом же году Дорнер, дописывает неоконченный Карлом Брюлловым портрет графини Ольги Ивановны Орловой-Давыдовой с дочерью Натальей. Графиня Ольга Ивановна Орлова-Давыдова (урождённая княжна Барятинская) была дочерью князя Ивана Ивановича Барятинского, одного из самых влиятельных и богатых людей того времени. Карл Брюллов приступил к написанию этой работы в 1834 году в Риме, однако работа оставалась неоконченной вплоть до смерти художника в 1852 году. После смерти Брюллова, Орловы-Давыдовы приобрели неоконченную работу у наследников художника и передали её Дорнеру для завершения.

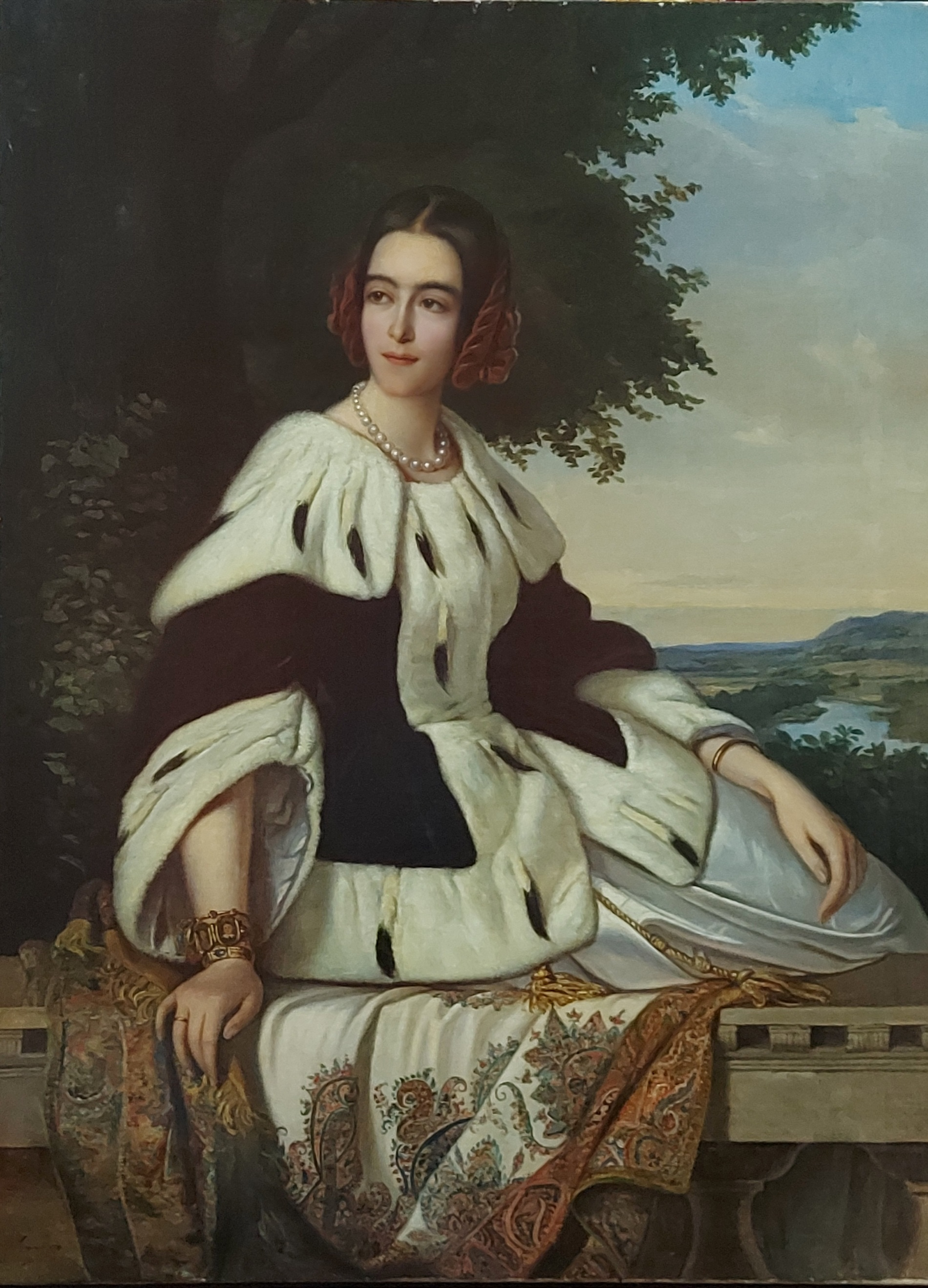
Портрет Леони́ллы Ивановны Сайн-Витгенште́йн Конрад Дорнер

В частном собрании находится портрет светлейшей княгини Леониллы Ивановны Сайн-Витгенштейн работы Дорнера. Леонилла Ивановна, урождённая Барятинская, младшая сестра Ольги Ивановны Орловой-Давыдовой, была фрейлиной при дворе императора Николая I. По заявлениям современников, Леонида Барятинская блистала своей красотой в салонах пушкинской эпохи.
Во время своего пребывания в Санкт-Петербурге, Дорнер, благодаря своему мастерству, стал востребованным портретистом: он писал парадные портреты членов императорской семьи, а также представителей высшего общества и пользовался заслуженной благосклонностью императора Николая I и его жены Александры Фёдоровны (урождённой принцессы Фридерики Луизы Прусской). 
До нашего времени дошло всего несколько работ Дорнера, почти все они находятся в музейных собраниях, в частности: «портрет цесаревича Александра Николаевича» — в Эстонском художественном музее, «портрет Генриетты Бодиско» — в Государственном Русском музее. В Эрмитаже хранится альбом с эскизами Дорнера из собрания семьи П. Х. Витгенштейна и «Портрет Елизаветы Степановны Жадимеровской».
В 1853 году Дорнер вернулся в Мюнхен, где написал картину «Еcce homo» («Се человек»), которую после смерти автора приобрела Ольга Николаевна (дочь Николая I, королева Вюртембергская). В начале 1857 года Дорнер уехал из Мюнхена в Рим, где писал картины на религиозные темы.  Две из них, «Мадонна с младенцем и Иоанном Крестителем» и «Младенец-Христос» были приобретены королём Людвигом II Баварским и сегодня хранятся в Мюнхене в собрании Новой пинакотеки. 
30 июня 1866 года Иоганн Конрад Дорнер скончался после продолжительной болезни, оставив жену и пятерых детей.

## Галерея работ

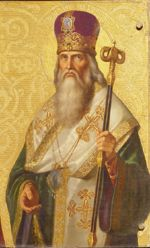
Тарасий (патриарх Константинопольский), Исаакиевский собор
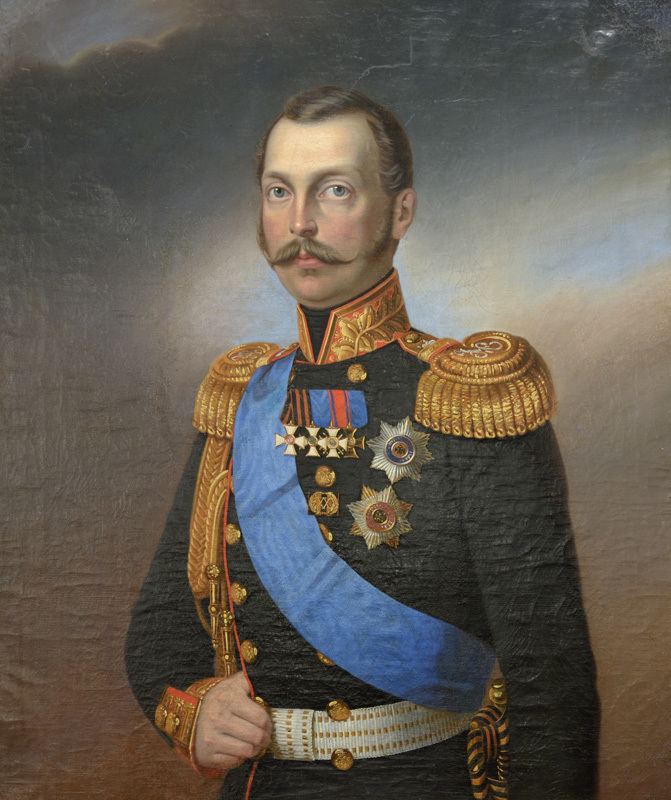
Цесаревич Александр Николаевич, Эстонский художественный музей
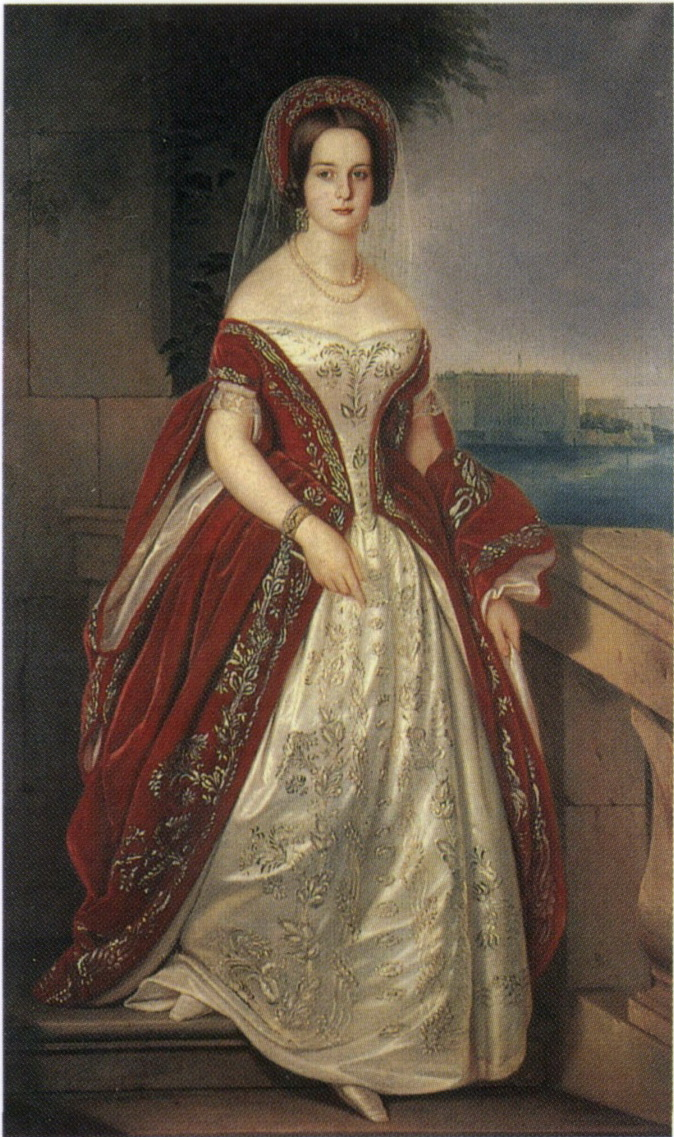
Портрет Генриетты Бодиско, Государственный Русский музей
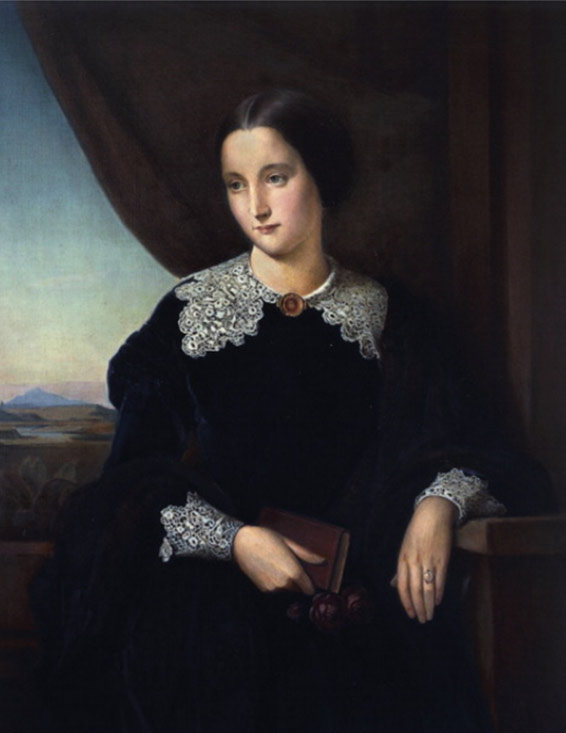
Портрет Матильды Везендонк, немецкой поэтессы
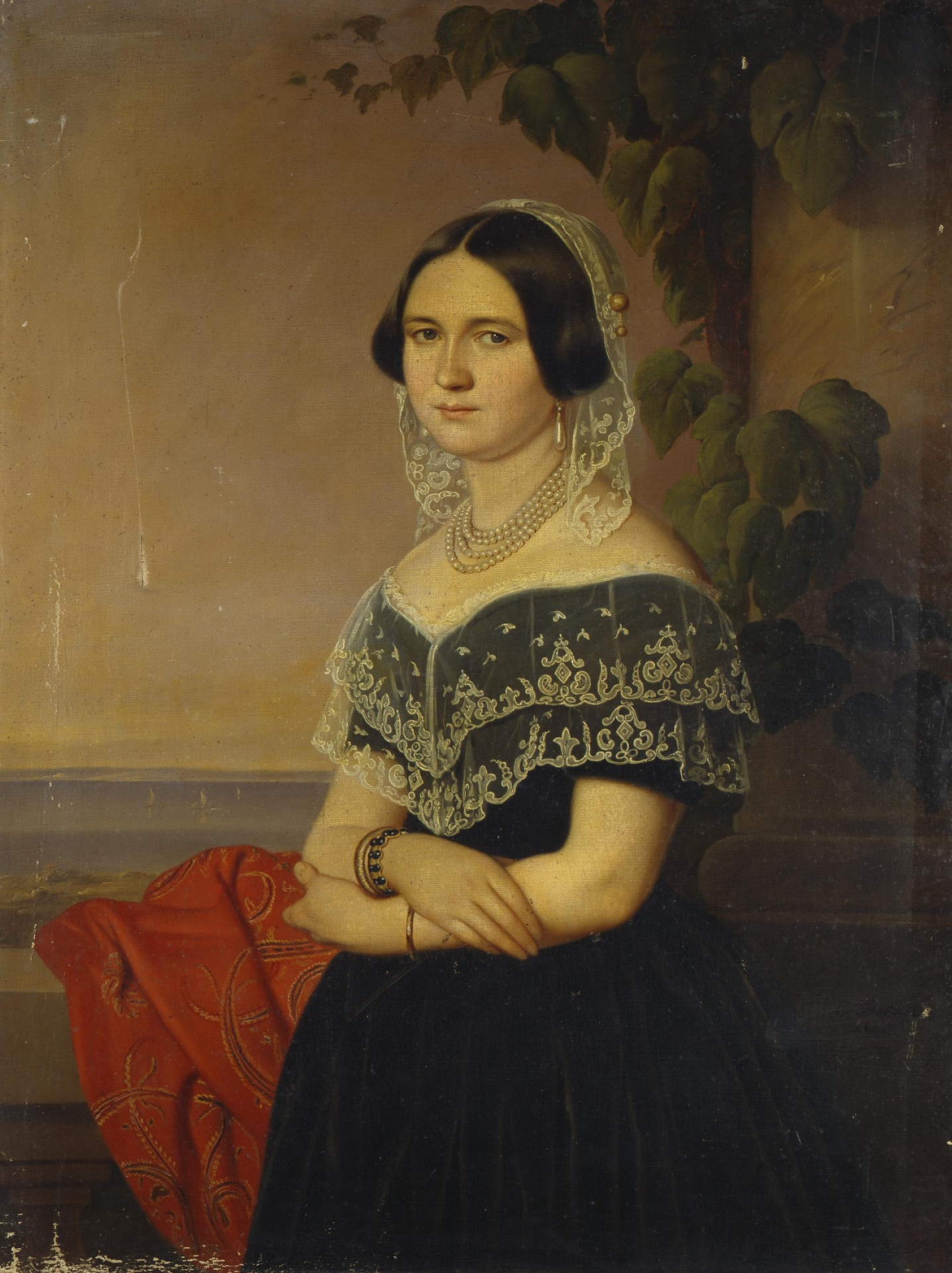
Портрет Елизаветы Степановны Жадимировской, Государственный Эрмитаж
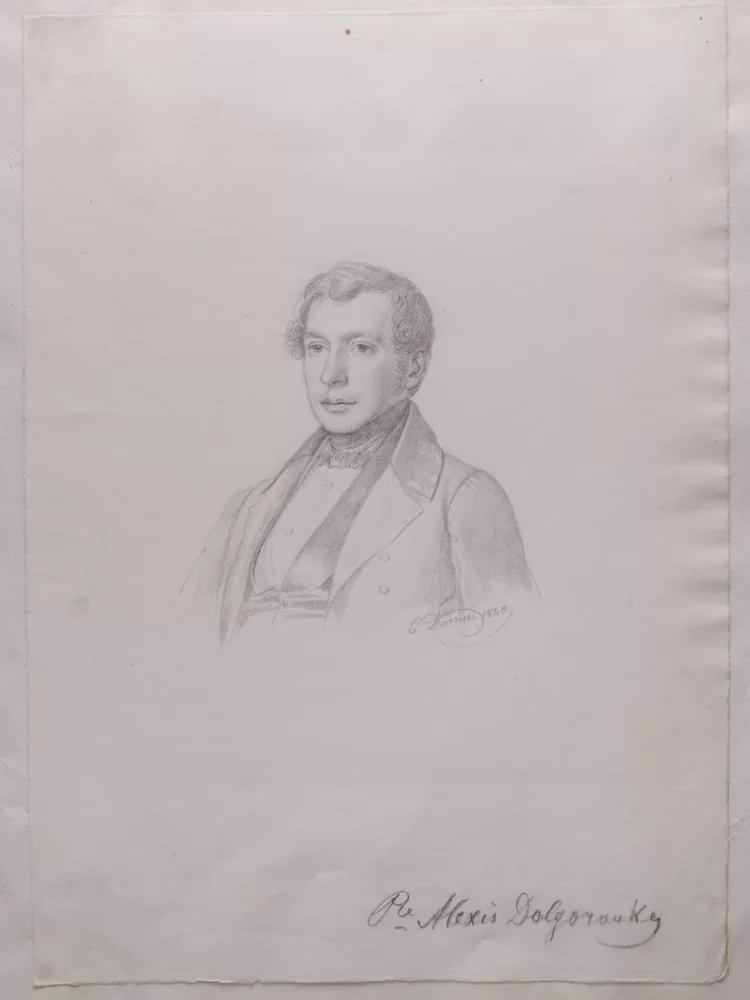
Портрет князя А. Долгорукова, Государственный Эрмитаж